# Pustelnik (wzgórze)
Pustelnik (355 m n.p.m.) – drugie pod względem wysokości (po Sowińcu) wzgórze na terenie Krakowa, położone w zachodniej części masywu Pasma Sowińca na terenie Lasu Wolskiego. Od zachodu sąsiaduje ono z Ostrą Górą, natomiast od wschodu z Sikornikiem poprzez szeroką i rozległą Przegorzalską Przełęcz. Jest zwornikiem dla krótkiego północnego grzbietu, zakończonego Łysą Górą. Na Pustelniku znajduje się krakowski ogród zoologiczny.
Na szczycie Pustelnika znajduje się Polana Jacka Malczewskiego, który często na niej bywał. Wówczas wzgórze było bardzo widokowe, obecnie drzewa przesłaniają widoki. Na polanie dawniej był niewielki budyneczek gajówki, który Jacek Malczewski podobno otrzymał w darze od rodziny Czartoryskich, której był przyjacielem.

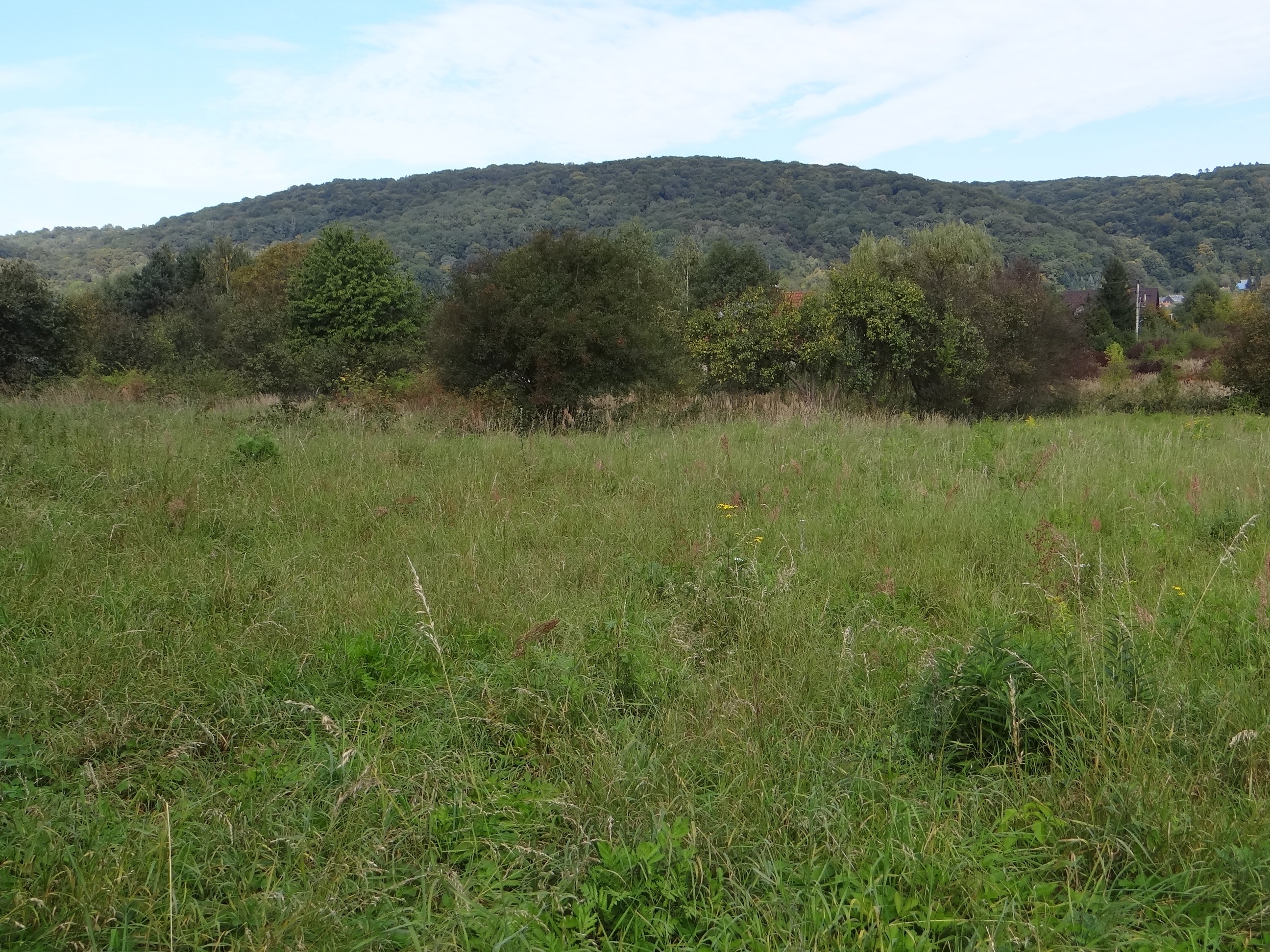
Pustelnik, widok z Bodzowa
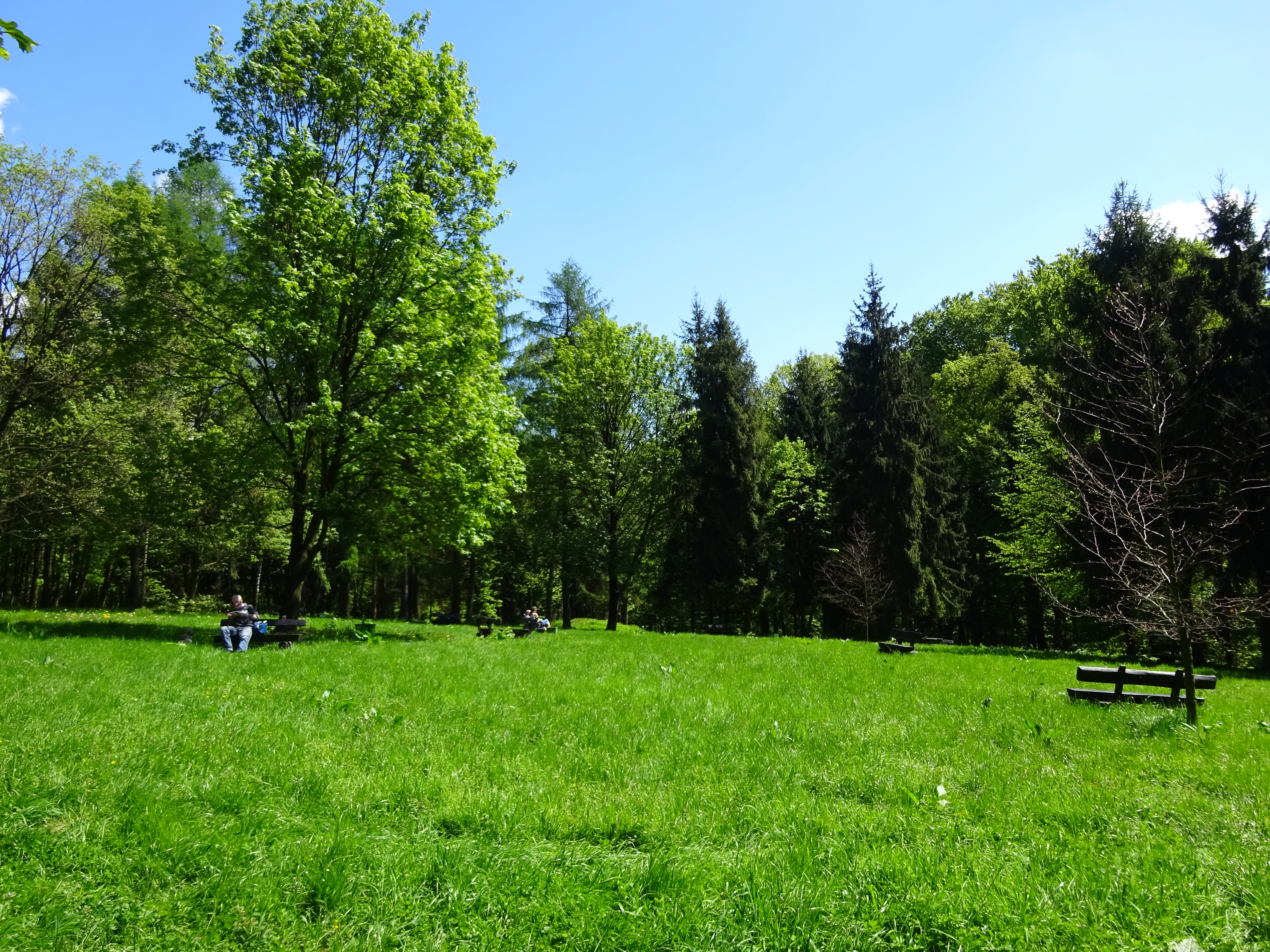
Polana Jacka Malczewskiego
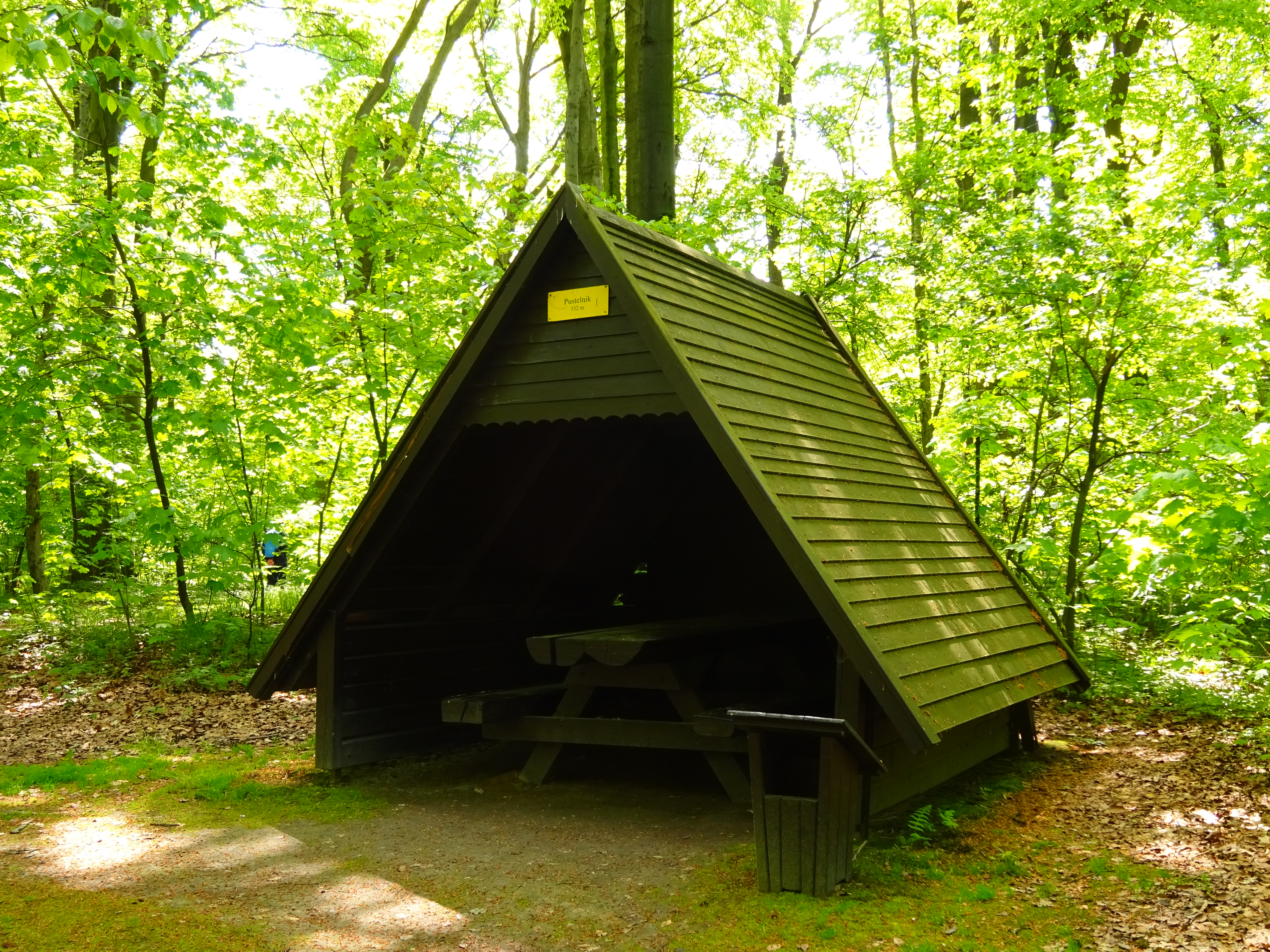
Altana na polanie